# Ролан Гарос
 Тази статия е за пилота от Първата световна война.  За френското първенство по тенис вижте Открито първенство на Франция.  
Ролан Гарос (на френски: Roland Garros) е един от първите френски летци и пилот на военен самолет по времето на Първата световна война.
Започва своята авиационна кариера през 1909 г. със самолет от типа „Демоазел“. От 1911 г. участва в авиационни гонки и състезания в европейските държави. Става известен като първия пилот на самолет успял да прекоси Средиземно море – между френския град Фрежу и Бизерта, Тунис (1913 г.). През следващата 1914 година влиза във френската армия, ангажирана в Първата световна война.
През 1915 г. принудително каца на германска територия и е пленен от германците. За този случай разказва лично Антон (Антъни) Херман Жерард Фокер – авиоконструктор, наричан „Летящият холандец“, името на който нашумява през Първата световна война (конструира самолети за Германия, която е от Централните сили през Първата Световна Война). В своите мемоари той пише: „Френският едноместен самолет се появи в небето внезапно, изведнъж! Германските пилоти видяха спускащия се към тях самолет, чието въртящо се витло приличаше на плътен диск върху носа, но продължиха спокойно полета си, без да се чувстват под заплаха от атака. За тяхно най-голямо учудване, носовата част на френския летателен апарат започва да ги обсипва с картечен огън (...) Истинска случайност – дефект с мотора – принуди френския пилот да прелети зад германските линии. Пилотите от Антантата, принудени да се приземят зад германските линии, имат заповед да подпалват самолетите си. Пилотът – самият Ролан Гарос – един от най-известните пилоти за висш пилотаж преди войната. Така разгадахме неговата тайна...“ (т.е. така Fokker успяват да „откраднат“ синхронизиращата система за стрелба през витловия кръг, чийто изобретател е всъщност швейцарският инженер Франц Шнайдер)
През 1918 г. успява да избяга от лагер за френски военнопленници и повторно се включва във френската войска. На 5 октомври същата година неговият самолет попада под вражески огън и Гарос загива в близост до град Вузие във френските Ардени.
На него е наречен спортният комплекс за тенис в Париж (докато учи в Париж Гарос редовно играе тенис в спортния център „Stade français“, на чието място през 1928 г. е построен стадионът, носещ неговото име), където се провежда Откритото първенство на Франция, турнир традиционно наричан „Ролан Гарос“.